# Čvorasta čahrica
Čvorasta čahrica (čekinjavka uzlikava, čvorasta čekinjavka, lat. Torilis nodosa) je vrsta cvjetnice iz porodice štitarki. Porijeklom je iz dijelova Europe, posebno iz mediteranskog bazena, a drugdje, poput Sjeverne Amerike, poznata je kao unesena vrsta i uobičajeni korov. Raste u mnogim vrstama staništa, posebno na poremećenim područjima. To je jednogodišnja biljka koja ima dlakavu stabljiku maksimalne visine do pola metra. Naizmjenično raspoređeni listovi podijeljeni su u nekoliko pari glatkih, kopljastih ili linearnih listića. Cvat je gusti složeni štitasti cvjetni skup na vrlo kratkim zrakama, često izgledajući poput grozda. Svaki cvijet ima pet latica koje su nejednake veličine i bijele su s ružičastim ili crvenkastim nijansom. Svaki zelenkasti ili ružičasti plod dug je oko 3 milimetra i prekriven je dugim bodljama.

## Vanjske poveznice
- Fotogalerija